# Thorée-les-Pins
Thorée-les-Pins ist eine französische Gemeinde mit 741 Einwohnern (Stand: 1. Januar 2022) im Département Sarthe in der Region Pays de la Loire. Sie gehört zum Arrondissement La Flèche und zum Kanton La Flèche. Die Einwohner werden Thoréens genannt.

## Geographie
Thorée-les-Pins liegt etwa 37 Kilometer südsüdwestlich von Le Mans am Loir, der die Gemeinde im Norden begrenzt und seinem Zufluss Cartes. Umgeben wird Thorée-les-Pins von den Nachbargemeinden Luché-Pringé im Norden und Nordosten, Le Lude im Osten, Savigné-sous-le-Lude im Süden und Südosten, Baugé-en-Anjou im Süden und Südwesten, La Flèche im Westen sowie Mareil-sur-Loir im Nordwesten.

## Bevölkerungsentwicklung
| Jahr                       | 1962 | 1968 | 1975 | 1982 | 1990 | 1999 | 2006 | 2018 |
| Einwohner                  | 692  | 631  | 626  | 617  | 616  | 616  | 664  | 726  |
| Quellen: Cassini und INSEE |      |      |      |      |      |      |      |      |

## Sehenswürdigkeiten
- Megalith Pas de la Mule

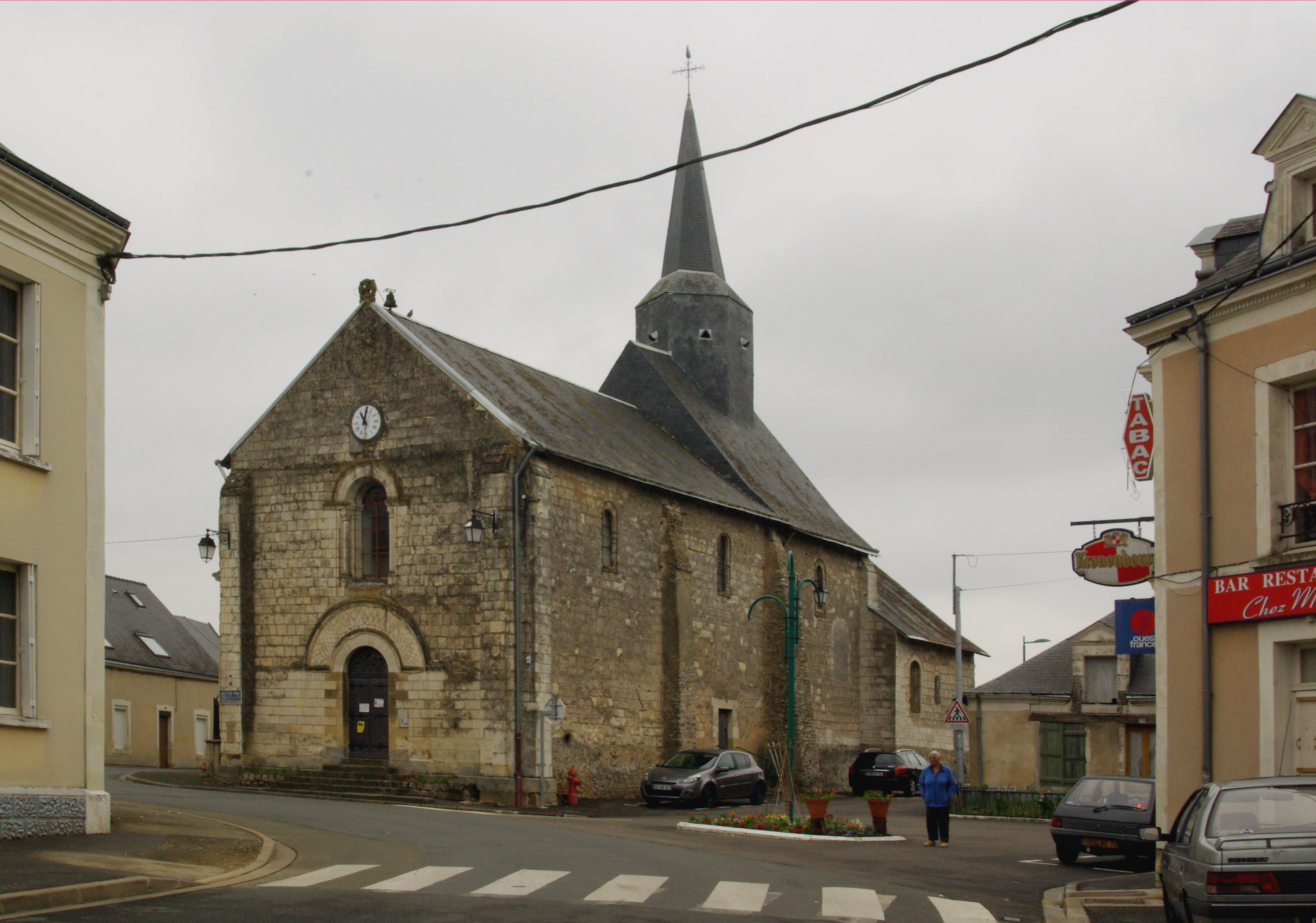
Kirche Saint-Germain

- Kirche Saint-Germain aus dem 12. Jahrhundert
- Kapelle der Komtur des Johanniterordens, 1216 erbaut
- Kapelle Notre-Dame-du-Souvenir, 1881 erbaut